# Галаксиеви
Галаксиевите (Galaxiidae) са семейство актиноптери от разред Osmeriformes.
Таксонът е описан за пръв път от Йоханес Петер Мюлер през 1844 година.

## Родове
Подсемейство Aplochitoninae Begle 1991
- Aplochiton Jenyns 1842
- Lovettia McCulloch 1915

Подсемейство Galaxiinae Scott 1936
- Brachygalaxias Eigenmann 1928
- Galaxias Cuvier 1816 – Галаксии
- Galaxiella McDowall 1978
- Neochanna Günther 1867
- Paragalaxias Scott 1935